# Мошковы
Мошковы (Машковы) — дворянский род. 
Восходит к началу XVII века, служили Российскому престолу в стольниках и окольничими, жалованы от государей поместьями (1618).  
Род Машковых внесён в дворянскую родословную книгу Костромской, Московской и Пензенской губерний.

## Известные представители
Иван Яковлевич Мошков родоначальник, был царским степенным ключником и денщиком при царях Алексее Михайловиче и Федоре Алексеевиче.
Мошков Павел Тихонович — стольник (1688—1692).
Мошковы: Алексей Павлович, Алексей Тихонович, Петр Иванович — московские дворяне (1695).
Пётр Иванович Мошков(?-1739?) служил гоф-интендантом I (1705—1728) при Петре Великом и Екатерине I и пользовался особым доверием при дворе, заведуя личным хозяйством. Должность Петра Ивановича была описана, как «надзирание всяких вещей, комнатных уборов, денежной казны и устроения царских домов». Петр I создал «придворную гpeбецкую команду» для плаваний по служебных делам (1715) высокопоставленных особ и подчинялась она Петру Мошкову. Екатерина I называла Мошкова «домашним расходчиком».

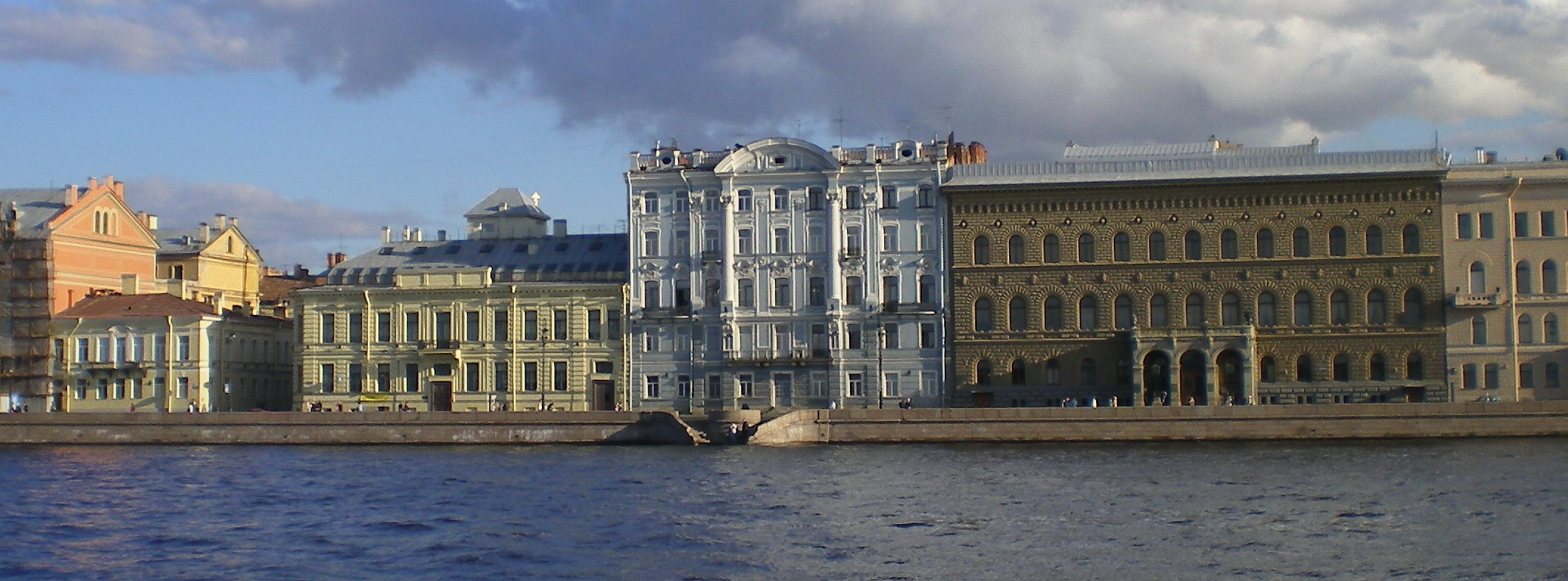
Вид на Мошков переулок

В ноябре 1828 г. надворному интенданту Петру Мошкову переданы «оставшиеся по смерти царевны Натальи Алексеевны алмазные и другие вещи». С 1730-х годов Петр Иванович Мошков был гоф-интендантом императрицы Анны. В честь Петра Ивановича назван переулок в Санкт-Петербурге.
Иван Петрович Мошков(1723—1763), действительный поручик, известен участием в Лопухинском деле. Сенат учредил государственное собрание, которое 19 августа 1743 года вынесло сентенцию: "Лопухиных всех троих (Наталью Фёдоровну Лопухину-Балк, её мужа Степана Васильевича Лопухина и сына Ивана Степановича Лопухина) и Анну Бестужеву колесовать с отрезанием языка. Несчастную Софью Лилиенфельд и еще троих — Машкова, Зыбина и Путятина — казнить смертию за то, что «слыша опасные разговоры не донесли» За участие в заговоре Мошков приговорён к четвертованию, но приговор был смягчён. Поручик получил 20 ударом кнутом и сослан в Сибирь.
Прасковья Петровна Мошкова дочь Петра Ивановича, вышла замуж за обер-квартирмейстера Алексея Степановича Тихменёва (ум. до 1738 года). В браке родились две дочери Дарья и Елизавета Алексеевны, девицы (III ревизия, Московский уезд, 1737—1738 г.г., 14 душ).

## Описание герба
Щит разделен перпендикулярно на две части, из них в правой части, в голубом поле, золотая восьмиугольная звезда и серебряная шпага, означенная в красном поле острием вверх. В левой части, в золотом поле, видно дерево ель натурального цвета, сквозь которое горизонтально проходит серебряный ключ.
На щите дворянский коронованный шлем. Нашлемник: три страусовых пера. Намёт на щите голубой и красный, подложенный золотом. Герб рода Мошковых внесён в Часть 2 Общего гербовника дворянских родов Всероссийской империи, стр. 102.